# Rangeley
Rangeley è un comune della contea di Franklin, nel Maine. Durante il censimento del 2000 vi si contava una popolazione di 1.052 unità. Include anche i villaggi di Oquossoc, Haines Landing e South Rangeley. 

È nota in quanto capoluogo della  Rangeley Lakes Region, un'apprezzata area turistica.

## Geografia fisica
Secondo lo United States Census Bureau, il paese si estende su un'area di 55,7 miglia quadrate (144,3 km²), delle quali 41,6 (107,8 km²) sono classificate come land (terreni) e 14,1 (36,5 km² 25,28%) come water (acque interne).